# تیم ملی فوتبال ساحلی پورتوریکو
تیم ملی فوتبال ساحلی پورتوریکونماینده پورتوریکو در مسابقات بین‌المللی فوتبال ساحلی است و توسط فدراسیون فوتبال پورتوریکو، نهاد حاکم بر فوتبال در پورتوریکو کنترل می‌شود.